# 최안도
최안도(崔安道, 1294년(충렬왕 20년) ~ 1340년(충혜왕 복위 1년))는 고려의 문신이다. 내사령 최충의 후손이며 검교첨의평리상호군(檢校詹議評理上護軍) 현(玄)의 아들이다. 본관은 해주(海州)이고, 초명은 나해(那海)이다.
모계가 궁비 출신이라서 가세가 한미하였으나 뒤에 충숙왕을 성실히 받든 공로로 공신에 책록되어 가세를 일으켰다. 그의 아들 최유가 용성부원군(龍城府院君)에 봉해졌다.

## 생애
증 태자태보 최온(崔溫)의 후손으로, 원래는 해주 사람이었으나 선조 중 누군가 해주에서 용주(龍州)로 이사하였다. 선대는 용주로 옮겨 살면서 한미해진 것 같다. 증조 할아버지 최광(崔光)은 부호장(副戶長)이었고, 할아버지인 최대부(崔大富)때 처음 벼슬하여 검교 대장군(檢校大將軍)이 되었다. 아버지 최현(崔玄)은 고려에서 광정대부(匡靖大夫) 검교첨의평리 상호군(檢校僉議評理 上護軍)을 지낸 뒤, 사후 아들 최안도가 원나라 조정에서 벼슬을 얻고 귀하게 되자 증직으로 조청대부(朝請大夫) 대도로 동지교위(大都路 同知驍騎尉)에 추증되고 또 대흥현남(大興縣男)에 추봉(追封)되었다. 어머니 김씨(金氏)도 대흥현군(大興縣君)에 추봉되었다.
그는 아버지 쪽으로는 최충의 후손이었다. 그러나 어머니가 궁비(宮婢) 출신이라 모계로는 천한 신분이었으나 일찍이 충선왕을 따라 원나라 연경(燕京)으로 수행하였으며, 연경에 있으면서 그는 몽고어와 한어(漢語)를 익혀 출세의 기반으로 삼았다.
일찍이 염승익(廉承益)의 서녀(庶女)와 혼인한 조적이 장인의 정실부인의 외손인 허경(許慶)과 재산을 놓고 다투자, 그는 이를 규탄하였다. 그러나 충선왕 때에는 이 일에 앙심을 품은 조적의 참소로 한때 해도(海島)에 유배되기도 하였다. 그러나 충숙왕이 즉위한 뒤 바로 아래에서 노고를 기울여, 특별히 전토가 상으로 하사되었다. 그 뒤 1319년(충숙왕 6년) 호군(護軍)에 올랐다.
1321년 충숙왕이 원나라에 있던 조카 심양왕 왕고(王暠) 일파의 참소로 원나라에 들어가 감금, 5년 간 억류되어 있을 때, 왕을 성심으로 받들며 시종(侍從)하였다. 그 공으로 1325년 귀국한 뒤 논밭과 노비가 하사되었다. 1326년 대호군에 올랐고, 1327년 응양상호군(鷹揚上護軍)으로 1등공신에 책록되었다. 이 무렵 충숙왕이 정치를 돌보지 않자 김지경(金之鏡)·신시용(申時用)과 중 조륜(祖倫) 등과 함께 권력을 잡았다. 그런 다음 벼슬을 팔고, 부정한 재판으로 뇌물을 받는 등 행동을 함부로 하였다.
또한, 이권에도 개입하여 대간(臺諫)의 상소문을 중간에서 가로채 임금에게 전달되지 못하게 하였다. 그러나 1321년과 1322년에 있었던 오잠(吳潛)과 유청신(柳淸臣)의 제2차 입성책동(立省策動)을 저지해 공로를 인정받았다. 오잠과 유청신은 원나라로 하여금 고려에 행중서성(行中書省, 정동행성중서성)을 설치하도록 획책한 사건이었다.
입성책동을 막은 공로로 다른 공로자들과 함께 토지 100결(結)과 노비 10구(口)가 하사되었다. 따라서 만년에는 부를 축적, 전후에 왕으로부터 받은 토지가 수백 결이었고, 노비는 수십 구에 이르렀다. 1331년(충혜왕 1년) 감찰대부를 거쳐 밀직사동지사에 올랐다. 그는 고려의 관직 외에 원나라의 관직도 역임했는데, 원나라로부터는 정동행성좌우사원외랑(征東行省左右司員外郎)·중상감승(中尙監丞)·태부대감(太府大監)을 받았다.

## 가족
최온의 후손이었으나 중간 가계는 실전되었고, 문헌상에 등장하는 선조는 그의 증조 할아버지 최광까지 기록되어 있다.
- 증조 할아버지 : 최광(崔光, 부호장)
- 할아버지 : 최대부(崔大富, 검교 대장군)
- 아버지 : 최현(崔玄, ? - ?, 고려에서 광정대부 검교첨의평리 상호군 역임, 사후 조청대부 대도로 동지교위(朝請大夫 大都路 同知驍騎尉)에 추증되고 또 대흥현남(大興縣男)에 추봉(追封))
- 어머니 김씨(金氏, ? - ?, 사후 대흥현군(大興縣君)에 추증)
- 부인 :
- 아들 : 최유

## 같이 보기
- 최충

## 참고 문헌
- 고려사 高麗史
- 고려사절요 高麗史節要
- 拙藁千百
- 東文選